# SOS Accessoire
 (mars 2025).
 (juillet 2024).
SOS Accessoire est une entreprise de commerce en ligne, spécialisée dans les pièces détachées et accessoires électroménagers.

## Activité
SOS Accessoire est une plateforme de vente en ligne au grand-public d'accessoires et pièces détachées neufs pour les appareils électroménagers.
Sur son site web, on trouve du contenu pédagogique et des outils de diagnostic de panne et d’assistance à la réparation gratuits : fiches produits, fiches diagnostic, chatbot H24 d’aide au diagnostic de pannes et d’identification des pièces concernées.
On peut également y acheter des forfaits d'assistance à la réparation à distance, assurée par ses propres techniciens par visioconférence sur smartphone ou par téléphone.
SOS Accessoire a signé des partenariats avec des enseignes de la distribution d'équipements électroménagers, comme E.Leclerc, MDA ou encore Boulanger, qui ont choisi de s'adosser à sa plateforme de vente en ligne afin de proposer des pièces de rechange à leurs clients qui voudraient réparer eux-mêmes leurs appareils en panne après expiration de la garantie.
L'entreprise compte plus de 120 salariés. Dans son entrepôt de 8 000 m², se trouvent plus de 600 000 pièces, le plus grand stock en France de pièces détachées pour les appareils électroménagers réservées aux particuliers,.

## Origine
SOS Accessoire a été fondée en 2008 par Olivier de Montlivault, un ancien cadre de chez Darty.